# Petrogliefen van Eriosh

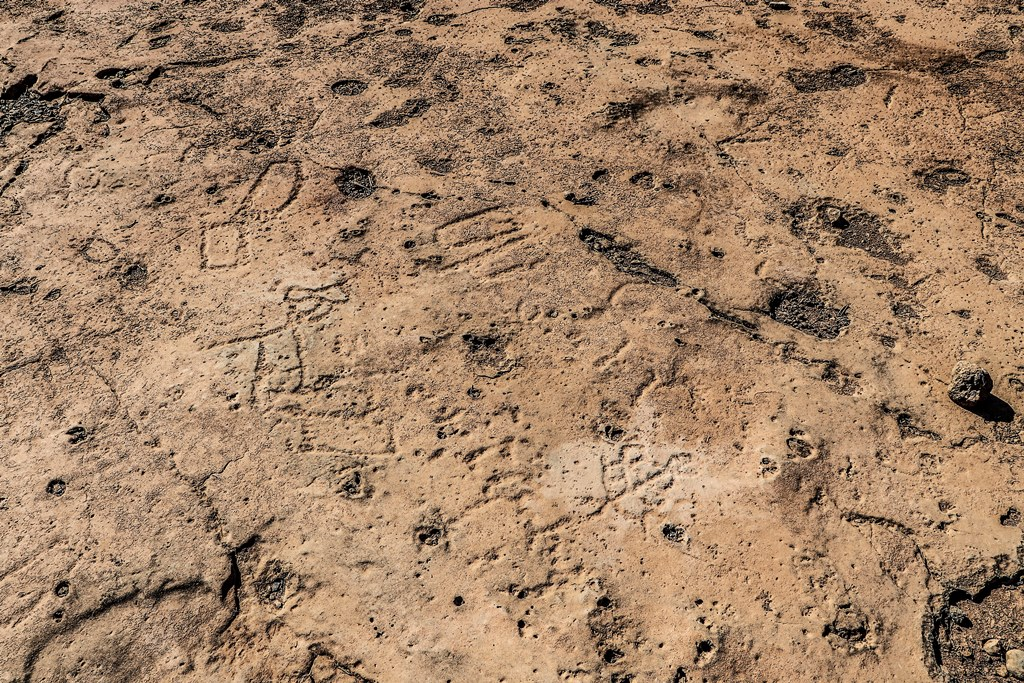
Symbolen van voeten

De petrogliefen van Eriosh (ook Iryosh of Ariyūsh) zijn een groep van petrogliefen in de noordwestelijke kustvlakte van het Jemenitische eiland Socotra. De groep bestaat uit uitgehakte of gesneden graffiti, voeten, geometrische en kruisvormen, dieren en antropomorfen. Het is onbekend hoe oud de petrogliefen zijn en wat de herkomst ervan is.

## Kenmerken
De vindplaats ligt op ongeveer 20 kilometer ten zuidwesten van Hadiboh, nabij het dorp Ghubbah op een kalksteenvlakte van ongeveer een hectare groot, die door de vegetatie is opgedeeld in kleinere ontsluitingen. De vlakte wordt doorsneden door de weg naar het Diksamplateau, een aftakking van de weg tussen Hadiboh en Qalansyah. Op het noordelijke deel van de vlakte ligt een ondiep kortstondig zoetwatermeer. Dit deel wordt alleen tijdens de moessonperiode bedekt met water onder invloed van regenval. Het wordt daardoor bedekt door een laag fijne riviersedimenten. Het grootste deel van het jaar staat het meer echter droog. De tekeningen bevinden zich in het zuidelijke deel. 
De tekeningen beelden voeten, omtreklijnen van voeten (meestal in paren), dieren, gespleten hoefafdrukken en kruisen omringd door cirkels of vierkanten uit. Voetmotieven zijn het meest voorkomende symbool op de vindplaats. Veel kruisvormen lijken direct verbonden te zijn met de voetmotieven die ertussen of direct ervoor zijn geplaatst. De graffiti lijkt gelijkenis te vertonen met de karakters van vroege Zuid-Arabische inscripties van het vasteland met Ethiopische kenmerken. Naar schatting 10% van de tekeningen is verloren gegaan bij de aanleg van de weg naar het Diksamplateau in 2003.

## Datering
De vindplaats is de grootste en bekendste plek op Socotra waar petrogliefen gevonden zijn. Tot nog toe is er geen volledig archeologisch onderzoek of verslag van de hele vindplaats gemaakt. Daardoor is het nog steeds onduidelijk hoe de symbolen kunnen worden geplaatst in de tijd. Sommige wetenschappers hebben de kruisen toegeschreven aan de christelijke aanwezigheid op Socotra en dateren deze op ergens tussen de vierde en vijfde eeuw na Christus. Zij relateren  de symbolen voor een deel aan andere archeologische vondsten op het eiland, zoals de Hoqgrot en bij Suq. Anderen denken dat deze symbolen nog duizend jaar ouder kunnen zijn. In 2024 werd samen met de lokale bevolking een project gestart om te komen tot een volledige beschrijving van de vindplaats.

## Galerij

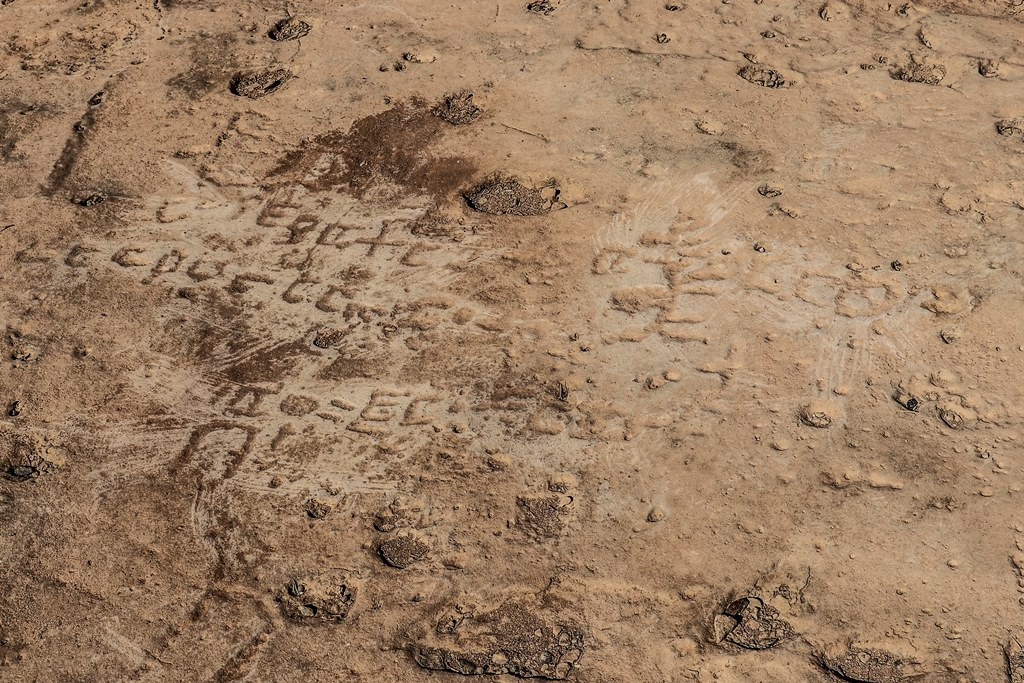
Graffiti
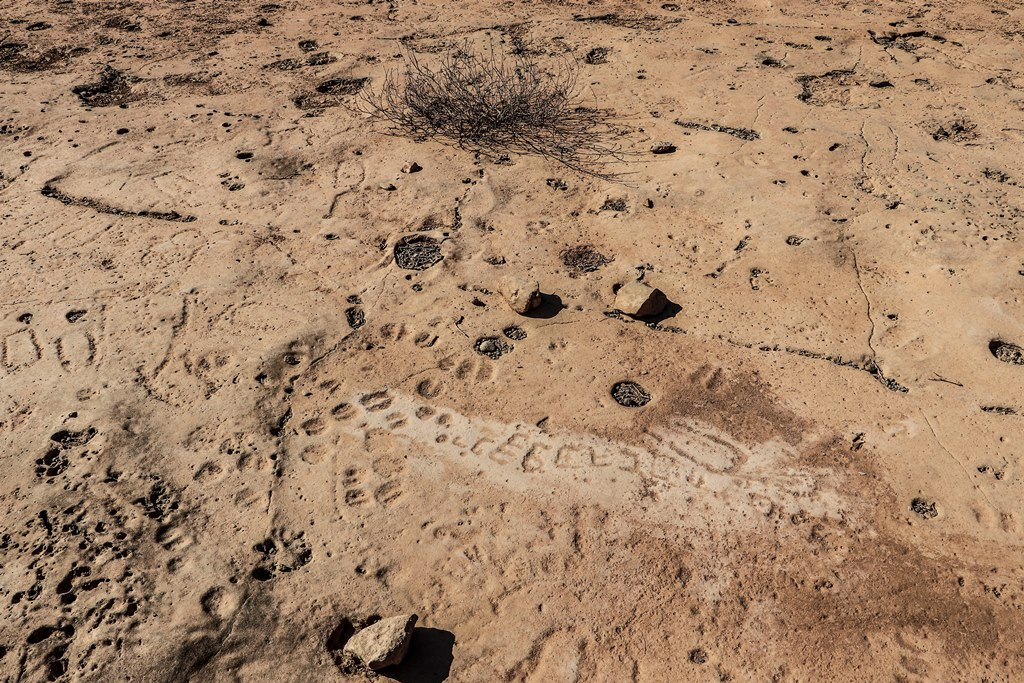
Gespleten hoefafdrukken
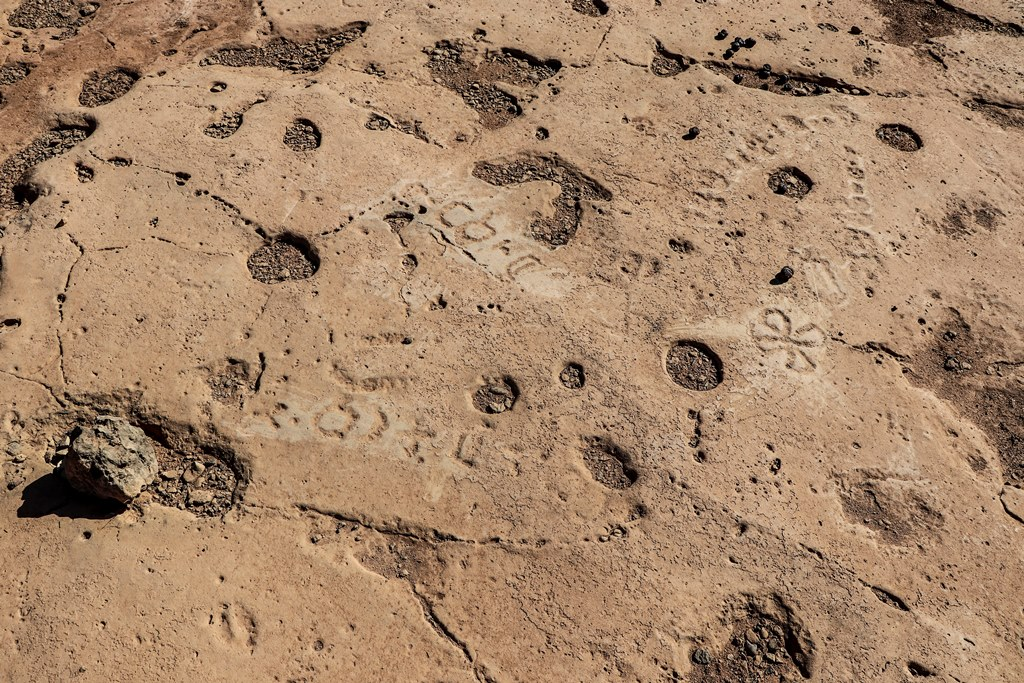
Kruisen